# Karate en los Juegos Panamericanos

Karate

La prueba de Karate fue admitida en los Juegos Panamericanos desde la décima segunda edición que se celebró en Mar del Plata en Argentina en 1995.

## Eventos
Los siguientes eventos son los realizados en la prueba de karate, según la sede son los eventos realizados.
| - -60 kg - -67 kg - -75 kg - - 84 kg - +84 kg - Kata individual | - -50 kg - -55 kg - -61 kg - -68 kg - +68 kg - Kata individual |

## Medallero Histórico
Actualizado Santiago 2023
| Núm. | País                       | Oro | Plata | Bronce | Total |
| ---- | -------------------------- | --- | ----- | ------ | ----- |
| 1    | Estados Unidos (USA)       | 17  | 6     | 15     | 38    |
| 2    | Venezuela (VEN)            | 14  | 11    | 16     | 36    |
| 3    | Brasil (BRA)               | 11  | 13    | 24     | 48    |
| 4    | República Dominicana (DOM) | 10  | 9     | 9      | 28    |
| 5    | Cuba (CUB)                 | 7   | 6     | 11     | 24    |
| 6    | Argentina (ARG)            | 5   | 3     | 7      | 15    |
| 7    | Ecuador (ECU)              | 4   | 1     | 6      | 11    |
| 8    | Perú (PER)                 | 4   | 7     | 11     | 22    |
| 9    | Canadá (CAN)               | 2   | 7     | 12     | 23    |
| 10   | Guatemala (GUA)            | 2   | 0     | 4      | 6     |
| 11   | Antillas Neerlandesas      | 2   | 0     | 3      | 5     |
| 12   | México (MEX)               | 2   | 11    | 12     | 25    |
| 13   | Colombia (COL)             | 1   | 6     | 7      | 14    |
| 14   | Chile (CHI)                | 4   | 3     | 9      | 16    |
| 15   | El Salvador (ESA)          | 0   | 1     | 3      | 4     |
| 16   | Uruguay (URU)              | 0   | 0     | 3      | 3     |
| 17   | Panamá (PAN)               | 0   | 0     | 2      | 2     |
| 17   | Paraguay (PAR)             | 0   | 0     | 1      | 1     |
| 17   | Puerto Rico (PUR)          | 0   | 0     | 1      | 1     |